# Alan (Alto Garona)
Alan é uma comuna francesa na região administrativa da Occitânia, no departamento do Alto Garona. Estende-se por uma área de 11.29 km², com 296 habitantes, segundo o censo de 2018, com uma densidade de 26 hab/km².